# Cheirodendron bastardianum
Cheirodendron bastardianum é uma espécie de Cheirodendron nativa da Polinésia Francesa.

## Sinônimos
- Aralia bastardiana Decne.
- Cheirodendron marquesense F.Br.
- Nothopanax bastardianus (Decne.) Harms
- Panax bastardianus (Decne.) Decne.
- Polyscias bastardianum (Decne.) S.L.Welsh